# 西帕克 (特拉華州)
西帕克（英語：West Park）是位於美國特拉華州紐卡斯爾縣的一個非建制地區。該地的面積和人口皆未知。

## 地理
西帕克的座標為39°45′20″N 75°35′56″W / 39.75556°N 75.59889°W，而該地的平均海拔高度為48米（即157英尺）。